# Нещо под дъжда
„Нещо под дъжда“ (на корейски: 밥 잘 사주는 예쁜 누나; на английски: Something in the Rain) е южнокорейски сериал, който се излъчва от 30 март до 19 май 2018 г. по JTBC.

## Сюжет
Поредицата изследва връзката на двама души, които преминават от „просто познати“ до „истинска двойка“. Джин-а е необвързана 30-годишна жена, която работи като супервайзър в кафе компания. Джун-хи е разработчик на видеоигри, който се прибира в Южна Корея, след приключване на работата си в чужбина. Тогава той се свързва отново с Джин-а, най-добрата приятелка на сестра му от детството. Епизодите дават интимен поглед върху това как двамата се влюбват, борят се с възрастовите си различия (считани за табу в някои кръгове) и намират смелостта да оповестят публично връзката си.
Вторичен сюжет следва борбите, с които се сблъскват служителките във фирмата на Джин-а, опитвайки се да се изкачат по корпоративната стълбица сред силен сексуален тормоз от страна на мъжете началници – част от неизказана култура, считана за нормална в южнокорейските компании.

## Актьори
- Сон Йе-джин – Юн Джин-а
- Чонг Хе-ин – Со Джун-хи
- Чанг Со-йон – Со Кьонг-сон
- Чонг Йо-джин – Канг Се-йонг
- Чу Мин-кьонг – Гъм Бо-ра
- И Чо-йонг – И Йе-ън
- Чанг Уон-хьонг – Ким Донг-у
- И Хуа-рьонг – Конг Чол-гу
- Со Чонг-йон – Чонг Йонг-ин

## В България
В България сериалът се предлага на Нетфликс в оригинално аудио с български субтитри.